# علم درينته
علم درينته هو علم مقاطعة درينته في هولندا يتكون بشكل رئيسي من اللونين الأبيض والأحمر وهما من الألوان التقليدية للساكسون ولونا أبرشية أوترخت، وقد كانت درينته حتى وقت مبكر جزء من مقاطعة أوفرايسل.
تمثل النجوم الستة المناطق القديمة الست المكونة للمقاطعة، كما تمثل القلعة مدينة كويفوردين حيث حكمت المقاطعة منها لفترة طويلة
تم رفع هذا العلم أول مرة في 19 فبراير من سنة 1947 